# The Combine Harvester
The Combine Harvester is een song uit 1975 van de Ierse zanger Brendan Grace. In 1976 verscheen een versie van de Britse muziekgroep The Wurzels. Het nummer wordt soms ook aangeduid als The Combine Harvester (Brand New Key) en is een parodie op het nummer Brand New Key, van zangeres Melanie.
The Wurzels behielden zowel de melodie als de invalshoek (romantische toenadering tot degene aan wie het lied rechtstreeks gericht is) overeind, maar herschreven de tekst en maakten er instrumentaal een country-uitvoering van. The Combine Harvester gaat over een boer die toenadering zoekt tot een boerin en indruk wil maken met zijn nieuwe combine harvester (maaidorser).
Melanie's tekst:
Well, I got a brand new pair of roller skates

You got a brand new key

I think that we should get together and try them out you see

werd zo bijvoorbeeld:
Cuz i got a brand new combine harvester

An I'll give you the key

Come on now lets get together in perfect harmony
The Combine Harvester stond in 1976 twee weken op de eerste plaats in de UK Singles Chart, de officiële hitlijst van het Verenigd Koninkrijk. Het werd dertig jaar later gebruikt als muzikale ondersteuning van een scène in de Britse horror-komedie Evil Aliens. Het begint daarin net op de autoradio die personage Sam Butler aanzet wanneer hij in een maaidorser kruipt. Vervolgens zet hij het volume omhoog en gaat hij met de dorser achter een groep voor hun leven hollende aliens aan.